# Naruthi
Naruthi was een stad in het Nardinclant en lag ongeveer 3,5 kilometer ten noordoosten van de huidige vestingstad Naarden in het huidige Gooimeer. De plaats lag iets voor de huidige vaargeul op de gemeentegrens met Almere waar de resten van de middeleeuwse stad nog liggen. De eerste nederzetting bestond al in de 8e eeuw en bestond uit enkele plaggenhutten en er woonden vissers en agrariërs. De nederzetting lag op een zandhoogte in een moerassig gebied. Er waren allemaal meren, waar de naam Almere naar verwijst, die pas later de Zuiderzee zouden vormen.
Door het steeds oprukkende water van de Zuiderzee werd de stad steeds bedreigd en nadat tijdens de Hoekse en Kabeljauwse twisten de stad vrijwel geheel werd verwoest besloot men de stad op een veiligere en hogere plek te herbouwen, waaruit de vesting Naarden ontstond.